# Luuk Blom
Luuk Blom (Hilversum, 16 mei 1957) is een Nederlands voormalig politicus. Hij was namens de Partij van de Arbeid lid van de Tweede Kamer van 30 januari 2003 tot en met 16 juni 2010.

## Levensloop
Blom volgde tussen 1978 en 1981 de onderwijzersopleiding aan de Pedagogische Academie in Amersfoort. Hij was tot 1988 leraar aan verschillende onderwijsinstellingen. Blom was vervolgens tot 2003 werkzaam in het verzekeringswezen, als accountmanager en manager. Vanaf 1992 was hij tevens sportverslaggever bij de regionale zenders Radio M, Radio West en Omroep Zeeland.
In maart 2002 werd Blom lid van de gemeenteraad in de gemeente Tholen. Bij de Tweede Kamerverkiezingen van 2003 werd hij gekozen in het parlement. Hij hield zich bezig met industriebeleid en defensie (materieelbeleid). Uit hoofde van zijn Kamerlidmaatschap was Blom lid van de Parlementaire Assemblee van de NAVO. Tevens was hij voorzitter van de Nederlandse delegatie in het Benelux-parlement. Hij behoorde in 2004 tot de minderheid van zijn fractie die tegen verlenging van de Nederlandse militaire aanwezigheid in Irak was.
Volgens dagblad De Pers (28 juli 2009) ontkent Blom dat er een verband is tussen intensieve veehouderij en ontbossing, ook nadat minister van Landbouw Gerda Verburg dit verband na Kamervragen van de Partij voor de Dieren onderkend had: "Een beetje zeuren over een stukje vlees op je bord, symboolpolitiek. China zo ver krijgen minder kolencentrales te bouwen, daar gaat het om."
Begin 2010 raakte Blom in opspraak nadat hij met een honkbalknuppel op jongeren was afgegaan, van wie hij dacht dat ze sneeuwballen hadden gegooid.
- Parlement.com: vge7dtpncfzr